# One Tree Hill (singolo)
One Tree Hill è un brano musicale degli U2, ultimo singolo estratto dall'album del 1987 The Joshua Tree. Il singolo è stato pubblicato nel 1988 esclusivamente in Nuova Zelanda, dove ha raggiunto la posizione numero uno, risultando il secondo singolo più venduto dell'anno. Il titolo della canzone si riferisce a One Tree Hill, un picco vulcanico ad Auckland, in Nuova Zelanda.
La canzone è stata scritta in memoria dell'assistente personale di Bono, Greg Carroll, neozelandese, morto nel 1986 in un incidente a Dublino mentre guidava la moto di Bono. A Greg Carroll gli U2 hanno dedicato l'intero album The Joshua Tree.

## Formazione

### U2
- Bono - voce
- The Edge - chitarra, cori
- Adam Clayton - basso
- Larry Mullen Jr. - batteria, percussioni

Altri musicisti
- The Armin Family - archi

## Tracce
Testi di Bono, musiche di U2. 
1. One Tree Hill - 5:23
2. Bullet the Blue Sky - 4:32
3. Running to Stand Still - 4:20